# 昆仑银行
昆仑银行，是总部位于新疆维吾尔自治区克拉玛依市的一家城市商业银行。是负责中华人民共和国石油工程支付清算的专业银行。该行实际控制人为中国石油天然气集团有限公司。

## 沿革
前身为克拉玛依市商业银行。2009年4月，中国石油天然气集团公司控股克拉玛依市商业银行。2010年4月20日，中国银监会批准原克拉玛依市商业银行更名为昆仑银行。
2012年7月13日，由于涉及伊朗的外贸进出口，美国财政部宣布对其实施制裁，切断其与美国金融系统的联系，并阻止其涉足美国金融体系。此外，美国政府也要求任何持有其账户的金融机构必须在10天之内关闭。导致其只能用欧元和人民币结汇。
截至2016年末，股东共计77个，自然人股东持股比例0.0008%。第一大股东中国石油天然气集团公司，持股77.09%。

## 业务
昆仑银行在克拉玛依、塔城、乌鲁木齐、库尔勒、吐鲁番、哈密、伊犁、鄯善、喀什、大庆、西安、乐山设有分支机构。还在北京阜成门金亚光大厦，上海浦东的中国石油上海大厦各设有一家国际业务结算中心，也各附设营业部办理零售金融业务

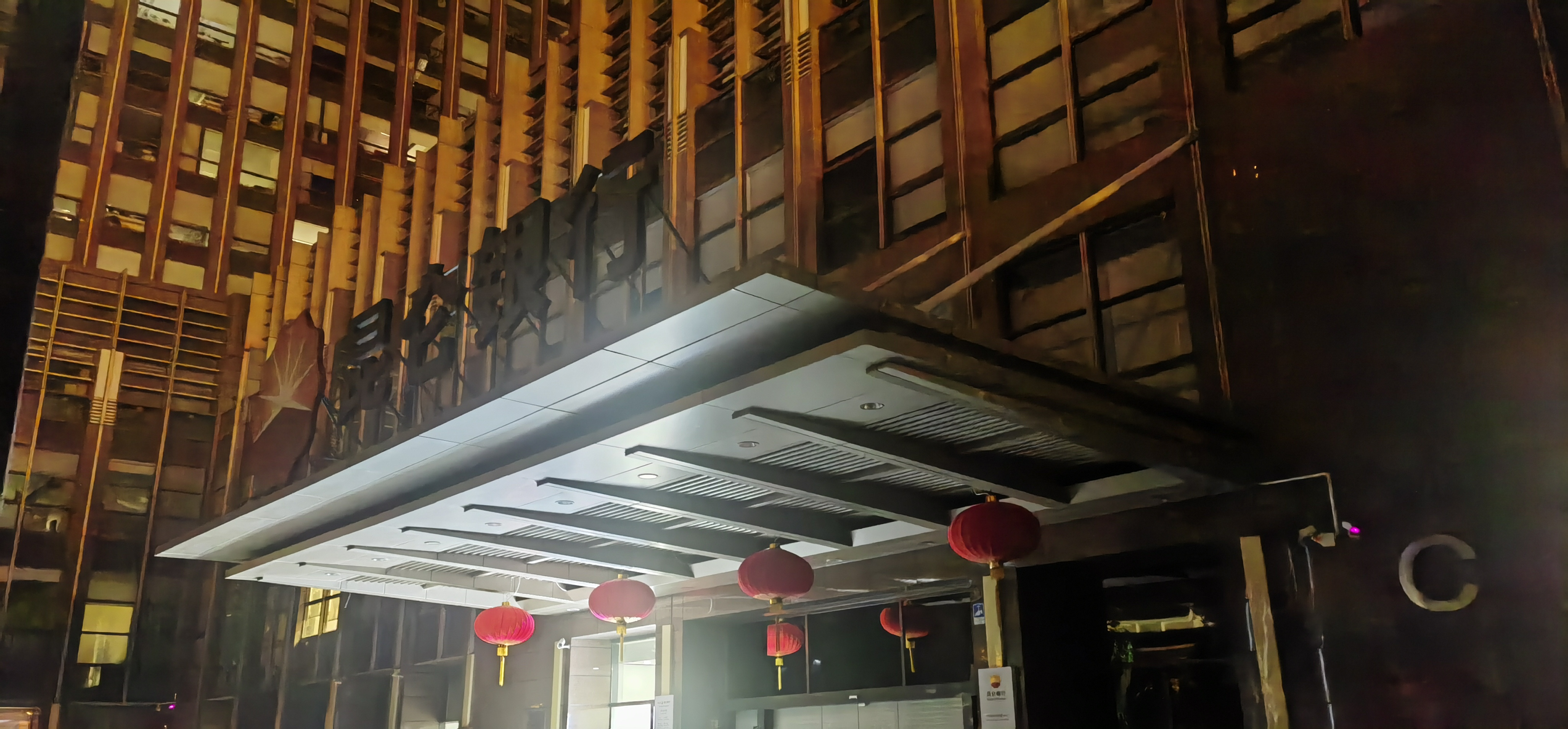
昆仑银行国际结算中心，位于北京阜成门金亚光大厦。
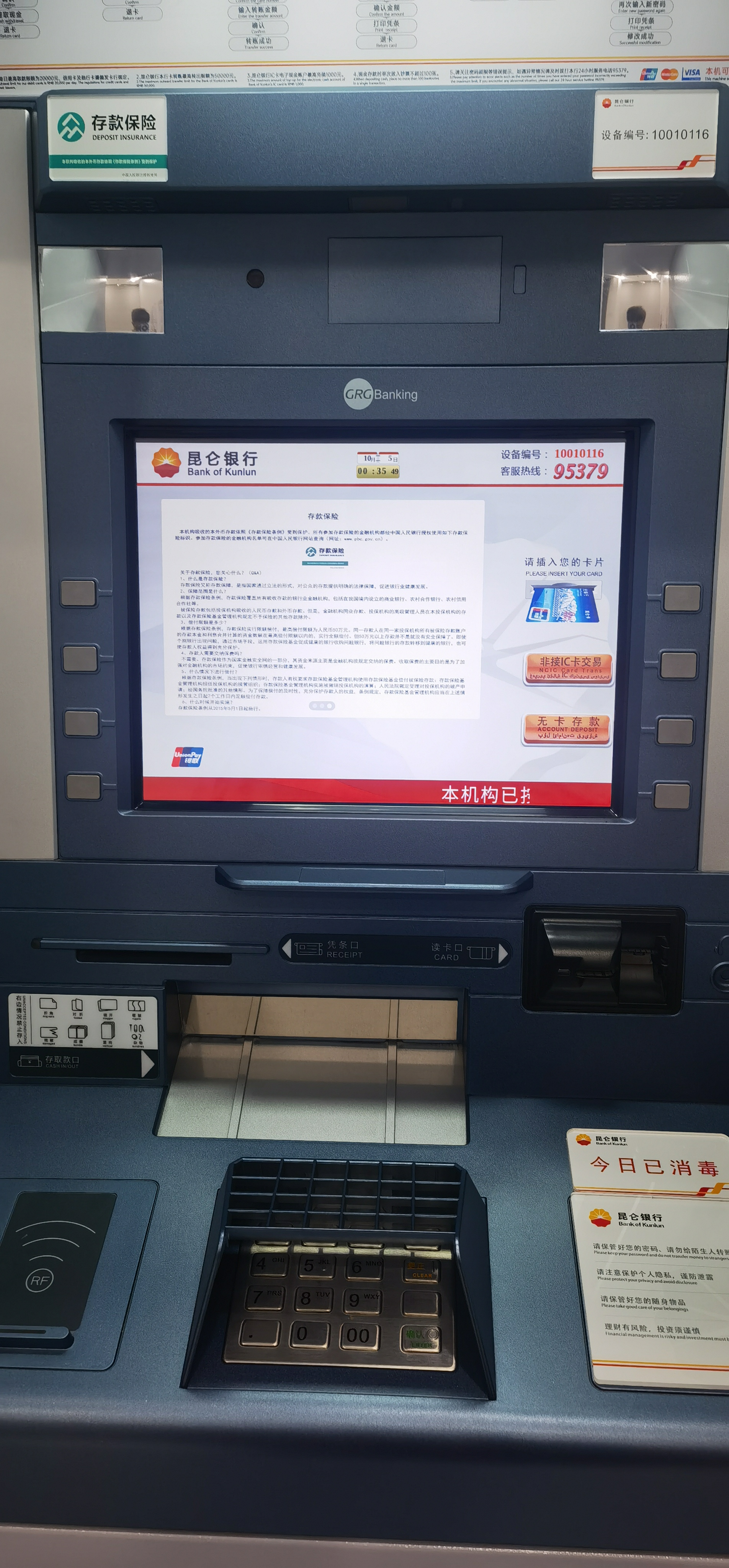
昆仑银行ATM，有汉维英三语提示
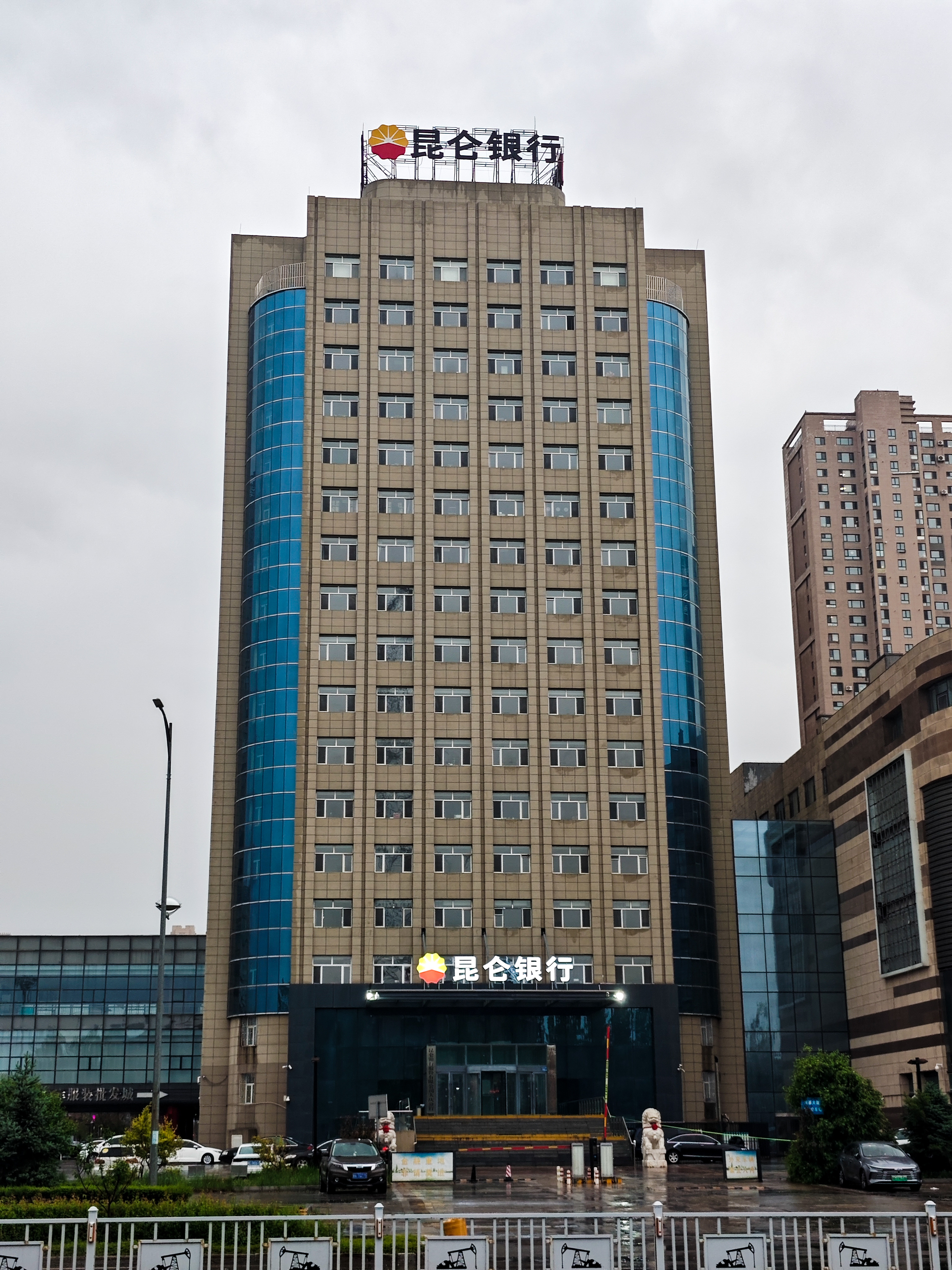
大庆分行